# 1845 en photographie
| Années de la photographie : 1842 - 1843 - 1844 - 1845 - 1846 - 1847 - 1848    |
| Décennies de la photographie : 1810 - 1820 - 1830 - 1840 - 1850 - 1860 - 1870 |

Cet article présente les faits marquants de l'année 1845 en photographie.

## Événements
- Bertha Beckmann ouvre avec son mari Eduart Wehnert un studio professionnel de photographie à Leipzig[1].

- Le peintre et lithographe suisse Louis Buvelot, installé au Brésil depuis 1835, s'associe avec un Français, Prat, et crée à Rio de Janeiro le studio de photographie Buvelot & Prat, qui fonctionnera jusqu'en 1856 ; ils y réalisent des portraits au daguerréotype ; ils reçoivent le titre de photographes de la Maison royale et sont autorisés le 8 mars 1851 à utiliser les armes impériales sur la façade de leur studio photographique, rue dos Latoeiros, au centre de Rio de Janeiro[2],[3].

- Frédéric Martens met au point une chambre avec ouverture à 150 degrés pour réaliser des prises de vue panoramiques.

## Photographies notables
- 2 avril : les astronomes français Léon Foucault et Hippolyte Fizeau réalisent les premières photographies daguerréotypes de la surface du Soleil[4].
- juillet : les frères William et Frederick Langenheim, qui ont ouvert un studio de photographie daguerréotype à Philadelphie, prennent des photographies de chutes du Niagara aux États-Unis[5].
- La première photographie de la reine Victoria du Royaume-Uni daterait de 1845 ; ce daguerréotype, dont l’auteur est anonyme, est perdu et n'est connu que par sa reproduction négative sur une plaque de verre à la fin des années 1870[6].

## Livres de photographies
- William Henry Fox Talbot, Sun pictures in Scotland, Londres, illustré de 23 calotypes[7].

## Expositions
- Le peintre toulousain Auguste Belloc s'intéresse à la photographie et expose le 25 juin dans les galeries du Capitole plusieurs portraits réalisés au daguerréotype[8].

## Naissances
- 1er janvier : Ben Wittick, photographe américain, connu pour ses photographies de la frontière américaine et des Amérindiens, mort le 30 août 1903.
- 15 janvier : 
  - Kassian Cephas, photographe indonésien, mort le 16 novembre 1912.
  - Henri Magron, photographe français, mort le 17 avril 1927.
- 19 janvier : Richard Buchta, explorateur et photographe autrichien, mort le 29 juillet 1894.
- 18 avril : Philipp Wilhelm von Schoeller, homme d'affaires et photographe amateur germano-autrichien, mort le 20 février 1916.
- 15 mai : Louis Rousselet, géographe et photographe français, mort le 19 novembre 1929.
- 11 juin : Jean-Eugène Durand, photographe français, spécialisé dans les clichés de monuments historiques, mort le 4 décembre 1926.
- 16 juillet : David Bachrach, photographe américain d’origine allemande, mort le 10 décembre 1921.
- 7 novembre : Achille Mélandri, journaliste et photographe français, mort le 22 août 1905.
- Date précise non renseignée ou inconnue :
  - Dimitri Ermakov, photographe russe, mort le 10 novembre 1916.
  - Esaki Reiji, photographe japonais, mort le 7 juin 1910.